# Topólia
Topólia, en grec moderne : Τοπόλια, est un village du dème de Kissamos, dans le district régional de La Canée, de la Crète, en Grèce. Selon le recensement de 2011, la population de Topólia compte 122 habitants. Le village est situé à une altitude de 280 m et à une distance de 46,5 km de La Canée.

## Recensements de la population
| Recensements | 1900 | 1920 | 1928 | 1940 | 1951 | 1961 | 1971 | 1981 | 1991 | 2001 | 2011 |
| ------------ | ---- | ---- | ---- | ---- | ---- | ---- | ---- | ---- | ---- | ---- | ---- |
| Population   | 571  | 430  | 434  | 510  | 408  | 373  | 315  | 280  | -    | 175  | 122  |